# 보 스벤슨

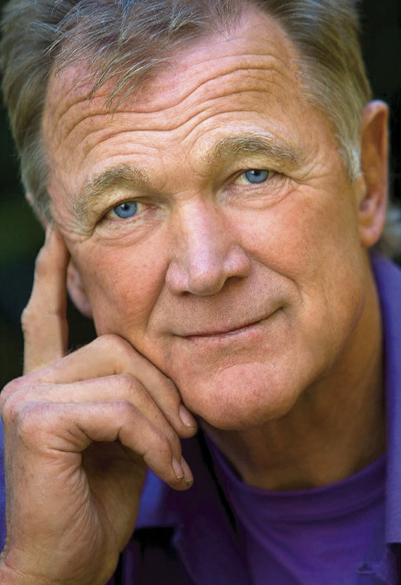

보 스벤슨(Bo Svenson, 1941년 2월 13일 ~ )은 미국의 배우, 각본가, 영화 감독, 영화 프로듀서, 영화배우, 텔레비전 배우이다.
예테보리에서 태어났다.

## 영화
- 웨이 투 아보타바드 (2018년)
- 저지 저스티스 (2014년)
- 더 디펜더블 (2014년)
- 신밧드의 7대 모험 (2010년)
- 바스터즈: 거친 녀석들 (2009년)
- 인간의 증명 (2004년)
- 킬 빌 - 2부 (2004년) - 레버런드 하모니 역
- 크래커잭 3 (2000년)
- 유키에 (1998년)
- 스피드 2 (1997년) - 폴라드 역
- 샤이엔 (1996년) - 스타렛 역
- 프라이빗 옵세션 (1995년)
- 스틸 프론티어 (1995년)
- 3일간의 전쟁 (1992년)
- 스틸스 로우 (1991년)
- 나치 특급 작전 (1990년)
- 악령의 밤 3 (1989년)
- 형사 소다 크랙커 (1989년)
- 마법의 비디오 채널 (1988년)
- 사탄 (1988년)
- 광란증후군 (1988년)
- 무비 인 액션 (1987년)
- 에이리언 대습격 (1987년)
- 전장의 묵시록 (1987년)
- 특공대작전 3 - V2 미사일 저지 작전 (1987년)
- 더블 타겟 (1987년)
- 끝없는 추적 (1986년)
- 승리의 전쟁 (1986년)
- 델타 포스 (1986년) - Capt. 캠벨 역
- 마법의 성 (1985년)
- 더 폴 가이 (1981년)
- 부활의 날 (1980년)
- 달라스의 투혼 (1979년) - 조 밥 프라이디 역
- 스노우비스트 (1977년)
- 워킹 톨 3 (1977년)
- 엘리트 특공대 (1977년)
- 워킹 톨 2 (1975년)
- 그레이트 왈도 페퍼 (1975년)
- 모리 (1973년)
- 프랑켄슈타인 (1973년)
- 아이언 사이드 (1967년)